# Tibellus affinis
Tibellus affinis es una especie de araña cangrejo del género Tibellus, familia Philodromidae. Fue descrita científicamente por O. P.-Cambridge en 1898.

## Distribución
Esta especie se encuentra en México.